# Lob (anatomi)
Lob (av senlatin lo'bus, "kapsel", av grekiska λοβός (lobo's), bland annat med betydelsen "örsnibb", "örlob") är uttryck för en faktisk eller fiktiv begränsningsyta, som kan ha annan form än sfärisk. Inom anatomi betecknar lob en större eller mindre del av ett organ som är en klar del eller utvidgning av ett organ. Det kan ses utan hjälp av ett mikroskop.